# Isaac Ambrose
Isaac Ambrose (1604 – 20 de janeiro de 1664) foi um teólogo puritano inglês. Ele se formou com um bacharelado em artes do Brasenose College, Oxford, em 1624. Obteve o curato da igreja de Santo Edmundo, em Castleton, Derbyshire, em 1627. Foi um dos quatro pregadores do rei em Lancashire em 1631. Foi preso duas vezes por comissários do rei, que procuravam reunir um exército monarquista no início da Guerra Civil Inglesa. Trabalhou para o estabelecimento do presbiterianismo, sucessivamente em Leeds, Preston e Garstang, de onde foi expulso por não conformidade em 1662. Ele também publicou obras religiosas.

## Biografia
Ambrose nasceu em 1604. Era filho de Richard Ambrose, vigário de Ormskirk, Lancashire e provavelmente descendente dos Ambroses de Lowick em Furness, uma conhecida família católica. Ingressou no Brasenose College, Oxford, em 1621, aos dezessete anos.
Tendo se formado bacharel em artes em 1624 e ordenado sacerdote, Ambroses recebeu em 1627 o pequeno curato da igreja de Santo Edmundo, em Castleton, Derbyshire. Por influência de William Russell, conde de Bedford, foi nomeado um dos pregadores itinerantes do rei em Lancashire, e depois de viver por um tempo em Garstang, foi escolhido por Margaret Hoghton como vigário de Preston. Ele se associou ao presbiterianismo, e esteve no célebre comitê para a expulsão de "ministros e professores escandalosos e ignorantes" durante a Comunidade.
Enquanto Ambrose continuou em Preston, foi favorecido com a amizade calorosa da família Hoghton, seus bosques ancestrais e a torre perto de Blackburn proporcionando-lhe lugares isolados para aquelas meditações devotas e "experiências" que dão tanto charme ao seu diário, porções de que são citados em seu Prima Media e Ultima (1650, 1659). O imenso auditório de seu sermão (Redeeming the Time) no funeral da senhora Hoghton foi uma longa tradição viva em todo o condado. Devido ao sentimento sentimento gerado pela guerra civil Ambrose deixou sua grande igreja de Preston em 1654, e tornou-se ministro de Garstang, de onde, no entanto, em 1662 foi expulso com dois mil ministros que se recusaram a obedecer ao Ato da Uniformidade de 1662, que instituiu o Livro de Oração Comum como liturgia oficial. Seus anos posteriores foram passados entre velhos amigos e em meditação silenciosa em Preston. Morreu de apoplexia por volta de 20 de janeiro.

## Avaliação
Como um escritor religioso, Ambrósio tem uma vivacidade e um frescor de imaginação que quase nenhum dos puritanos não-conformistas possui. Muitos que não têm amor pela doutrina puritana, nem simpatia pela experiência puritana, apreciam o pathos e a beleza de seus escritos, e seu olhar para Jesus manteve-se por muito tempo na apreciação popular com os escritos de John Bunyan.
O Dr. Edmund Calamy, o Velho (1600–1666) escreveu sobre ele:
Ambrósio foi um homem de valor substancial, de piedade eminente e de vida exemplar, tanto como ministro quanto como cristão, sendo de se lamentar que o mundo não se beneficie de suas memórias particulares.
Na opinião de John Eglington Bailey (seu biógrafo no Dictionary of National Biography), seu personagem foi deturpado por Wood. Ele tinha uma disposição pacífica; e embora tenha atribuído seu nome ao feroz “Consentimento Harmonioso”, ele não era um partidário por natureza. Ele evitou as controvérsias políticas da época. Sua gentileza de caráter e sincera apresentação do evangelho o ligaram a seu povo. Ele era muito dado a se isolar, retirando-se todo mês de maio para a floresta de Hoghton Tower e lá permanecendo um mês. Bailey continua que o Dr. Halley justamente o caracteriza como o puritano mais meditativo de Lancashire. Esta qualidade permeia seus escritos, que abundam, além disso, em sentimento profundo e piedade fervorosa. O Sr. Hunter chamou a atenção para sua recomendação de diários para promover a piedade pessoal, e observou, em referência aos fragmentos do diário de Ambrose citado na “Mídia”, que “com tais passagens diante de nós, não podemos deixar de lamentar que o descuido de tempos posteriores deveria ter permitido que um documento tão curioso e valioso morresse; pois, é de se temer que morreu”.